# Rîjiv, Ciudniv
Rîjiv (în ucraineană Рижів) este un sat în comuna Drîhliv din raionul Ciudniv, regiunea Jîtomîr, Ucraina.

## Demografie
Componența lingvistică a localității Rîjiv
     Ucraineană (98,54%)
     Rusă (1,46%)
Conform recensământului din 2001, majoritatea populației localității Rîjiv era vorbitoare de ucraineană (98,54%), existând în minoritate și vorbitori de rusă (1,46%).